# Косвож (приток Седъю)
Косвож — река в России, протекает в округе Вуктыл Республики Коми. Устье реки находится на 13-м км левого берега реки Седъю. Длина реки составляет 17 км.
Река берёт начало в холмах западных предгорий Приполярного Урала примерно в 8 км к юго-западу от горы Гердъю (307 м НУМ). Течёт на юго-восток, всё течение проходит по ненаселённой холмистой тайге на территории национального парка Югыд Ва.
Ширина реки в среднем и нижнем течении около 10 метров, скорость течения 0,6 м/с

## Данные водного реестра
По данным государственного водного реестра России относится к Двинско-Печорскому бассейновому округу, водохозяйственный участок реки — Печора от водомерного поста у посёлка Шердино до впадения реки Уса, речной подбассейн реки — бассейны притоков Печоры до впадения Усы. Речной бассейн реки — Печора.